# Aleksander Titz
Aleksander Titz (ur. 1814 w Kołbajowicach koło Sambora, zm. 25 kwietnia 1856 we Lwowie) – polski malarz i litograf.
Nauki pobierał we Lwowie, gdzie odbywał uniwersyteckie studia filozoficzne i prawnicze; jednocześnie pobierał lekcje malarstwa, umiejętności w tej dziedzinie pogłębiając następnie na studiach zagranicznych we Francji. Przez kilka lat pracował jako nauczyciel rysunków w Bordeaux. W 1848 powrócił do Lwowa, gdzie do końca życia zajmował się malarstwem i w mniejszym zakresie litografią.
Malował portrety, krajobrazy, także miniatury. Jako litograf miał w dorobku portrety znanych lwowian, m.in. braci Apolinarego i Antoniego Kątskich, przyrodnika Aleksandra Zawadzkiego, prawnika Ludwika Biegelmayera. W znanym lwowskim zakładzie litograficznym Pillerów tłoczył widok Lwowa oraz pięć widoków Truskawca (1854).